# Palais de Horatiis
Le palais de Horatiis est un édifice monumental de Naples situé dans le cœur historique de la cité parthénopéenne, via Santa Maria di Costantinopoli au numéro 3, dans le quartier San Lorenzo.

## Histoire et description
Le palais, datant du XVIIIe siècle, est adjacent à l'emplacement de l'ancienne porte de Constantinople, aujourd'hui détruite; ses plans sont attribués à Ferdinando Sanfelice qui devait construire à l'origine un théâtre. La construction provoque le mécontentement des moines du couvent Sant'Aniello a Caponapoli, qui obtiennent en compensation l'utilisation en commun de la terrasse.
Il appartient à l'origine à la famille de Horatiis dont on se rappelle un chirurgien, Cosimo de Horatiis, et un botaniste, Alessandro de Horatiis, qui vécurent au XIXe siècle. L'extérieur est caractérisé par une façade sobre de style néoclassique, avec un grand escalier conduisant à la cour d'honneur et de là à un jardin de plantes rares. L'intérieur contient une pinacothèque et une bibliothèque au mobilier précieux.

## Source de la traduction
- (it) Cet article est partiellement ou en totalité issu de l’article de Wikipédia en italien intitulé « Palazzo de Horatiis » (voir la liste des auteurs).